# 吉格
吉格舞曲（英語：Jig）是一種最早在16世纪就出现于英国的一种舞曲，经常被人和基格舞曲相混淆。吉格舞曲通常為三拍子，欢快，后来演变分成两支，一支在英国成为戏剧中丑角舞蹈的伴奏，另一种传到欧洲大陆，演变为基格舞曲。爱尔兰流行的踢踏舞经常用吉格舞曲伴奏。